# A szökés (4. évad)
Az évad 2008. szeptember 1-jén kezdődött, amikor egymás után láthatták a nézők az évad első és második epizódját, a Scyllát, valamint a Breaking and Enteringet. Ezután hetente hétfőnként sugározták este 8 órától.
A stáb kiegészült Michael Rapaporttal, aki a kormány egyik ügynökét alakítja és a Cég ellenében segít a testvéreknek, valamint egy új bérgyilkos is feltűnik a Cég oldalán, akit Pad Man fogadott fel, hogy megölje a testvéreket. A Wyatt nevű karaktert Cress Williams alakítja. A harmadik fontos személy, aki csatlakozott a stábhoz, az a Roland Glenn nevű hacker, akit James Hiroyuki Liao alakít, és a Cég ellen segédkezik a testvéreknek. Paul Kellerman is újra látható a negyedik évadban, mivel a másik sorozat, amiben a színész szerepelt (a Doktor Addison) nem folytatódott.

## Szereplők
- Dominic Purcell – Lincoln Burrows
- Wentworth Miller – Michael Scofield
- Sarah Wayne Callies – Dr. Sara Tancredi
- Michael Rapaport – Don Self
- Amaury Nolasco – Fernando Sucre
- Wade Williams  – Brad Bellick
- Robert Knepper – Theodore "T-Bag" Bagwell
- Rockmond Dunbar – Benjamin Miles "C-Note" Franklin
- William Fichtner – Alexander Mahone
- Chris Vance – James Whistler
- Danay Garcia – Sofia Lugo
- Jodi Lyn O'Keefe – Gretchen Morgan

## Epizódok
2008. szeptember 1-jétől kezdték el vetíteni az Egyesült Államokban. A negyedik évad őszi fináléja, a Piszkos módszerek 2008. december 22-én volt. A befejező hat epizódot 2009. április 17-től sugározta a Fox. A szabadság ára című másfél órás lezáró filmet viszont csak a brit Sky1 csatorna tűzte műsorra május 27-én, DVD-n pedig július 21-én jelent meg. A sorozat negyedik évadát Magyarországon 2009. június 8-án kezdte vetíteni az RTL Klub, hétfőnként 22:15-től, október 30-tól pedig péntekenként 22:15-től. A sorozat 2009. november 27-én ért véget az RTL Klubon a másfél órás lezáró filmmel, A szabadság árával.
| #  | Magyar cím | Eredeti cím             | Író                               | Rendező                  | Hazai premier RTL Klub | Eredeti premier FOX  | Prod. # |
| -- | --- | ----------------------- | --------------------------------- | ------------------------ | ---------------------- | -------------------- | ------- |
|    | |                         |                                   |                          |                        |                      |         |
| 1  | „Visszatérés” | „Scylla”                | Matt Olmstead                     | Kevin Hooks              | 2009. június 8.        | 2008. szeptember 1.  | 4AKJ01  |
| 1  | Michael egészen Los Angelesig követi Gretchent és Whistlert, hogy leszámoljon velük Sara haláláért, de közben hihetetlen dolgot tud meg. Lincoln és Michael olyan ajánlatot kapnak egy Nemzetbiztonsági ügynöktől, amit nem utasíthatnak vissza. Mahone szörnyű veszteséget szenved és Zsebest pedig cserbenhagyják a szabadság felé vezető útja során. A Cég lebuktatására összejött bandához csatlakozik Sara, Mahone, Sucre és Bellick is.     |                         |                                   |                          |                        |                      |         |
|    | |                         |                                   |                          |                        |                      |         |
| 2  | „Az ütőkártya” | „Breaking and Entering” | Zack Estrin                       | Bobby Roth               | 2009. június 15.       | 2008. szeptember 1.  | 4AKJ02  |
| 2  | Michael és a csapat megkezdi bosszúhadjáratát a Cég ellen, ám ez egyre inkább kezd bonyolulttá válni. Zsebes Whistler madaras könyve alapján próbál Michael nyomára bukkanni, ám az életben maradásáért brutális dologhoz folyamodik. Wyatt egyre közelebb jut a fivérekhez. Ebben az epizódban ismerhetjük meg Roland Glennt, aki szintén csatlakozik az akcióhoz, hogy lebuktassák a Céget.                                                     |                         |                                   |                          |                        |                      |         |
|    | |                         |                                   |                          |                        |                      |         |
| 3  | „Labirintus” | „Shut Down”             | Nick Santora                      | Milan Cheylov            | 2009. június 22.       | 2008. szeptember 8.  | 4AKJ03  |
| 3  | Michaelék megpróbálják megtalálni a következő kulcsfigurát, hogy elkerüljék a börtönt. Wyatt új információkra bukkan Sara hollétével kapcsolatban. Zsebes új személyazonosságot vesz fel, hogy új életet kezdjen. |                         |                                   |                          |                        |                      |         |
|    | |                         |                                   |                          |                        |                      |         |
| 4  | „Sasok és angyalok” | „Eagles and Angels”     | Karyn Usher                       | Michael Switzer          | 2009. június 29.       | 2008. szeptember 15. | 4AKJ04  |
| 4  | Michael, Lincoln és Mahone rendőri körökbe szivárog, hogy hozzájussanak a következő kártyához. Egy újabb halálesettől felkavarva Sara visszatér egy régi rossz szokásához, Zsebes pedig gyanút kelt és „régi” barátokba botlik az első munkanapján. |                         |                                   |                          |                        |                      |         |
|    | |                         |                                   |                          |                        |                      |         |
| 5  | „Csend béke nélkül” | „Safe and Sound”        | Seth Hoffman                      | Karen Gaviola            | 2009. július 6.        | 2008. szeptember 22. | 4AKJ05  |
| 5  | A következő kártyahordozó keresése a Pénzügyminisztériumhoz vezeti Michaelt és Lincolnt. Sucre és Bellick követi Zsebest, aki egy kellemetlen szövetséget köt az új munkahelyén. Gretchen megszökik. |                         |                                   |                          |                        |                      |         |
|    | |                         |                                   |                          |                        |                      |         |
| 6  | „A halál árnyékában” | „Blow Out”              | Kalinda Vazquez                   | Bryan Spicer             | 2009. július 13.       | 2008. szeptember 29. | 4AKJ06  |
| 6  | Michael és a többiek egy lóversenypályára követik a negyedik kártyaőrt, de ennek következtében Mahone-t elkapják. Gretchen meglátogatja testvérét. Wyatt Self ügynököt veszi célba, Zsebes pedig kezdi összerakni a dolgokat Whistler könyvének segítségével. |                         |                                   |                          |                        |                      |         |
|    | |                         |                                   |                          |                        |                      |         |
| 7  | „Az ötödik elem” | „Five the Hard Way”     | Christian Trokey                  | Garry A. Brown           | 2009. július 20.       | 2008. október 6.     | 4AKJ07  |
| 7  | Lincoln a csapat egy részét Las Vegasba viszi az ötödik kártya tartalmának megszerzése érdekében, ahol Sucre egy szokatlan szexuális ajánlatot kap. Sara megtudja, hogy Michael anyja agytumor miatt halt meg, Rolandtól elveszik a készülékét a nyerőgépeknél. Gretchen szövetséget köt Zsebessel, aki olyan ajánlatot tesz Michaelnek, amit nem utasíthat vissza. Eközben a Whistler könyvében rejlő vonalakból egy épület tervrajza áll össze. |                         |                                   |                          |                        |                      |         |
|    | |                         |                                   |                          |                        |                      |         |
| 8  | „A hatodik kártya” | „The Price”             | Graham Roland                     | Bobby Roth               | 2009. július 27.       | 2008. október 20.    | 4AKJ08  |
| 8  | Sucre és Lincoln a Tábornokot veszi célba az utolsó, hatodik kártya megszerzése érdekében. Michael közli Sarával, hogy Gretchen életben van. Miután találkoznak, Gretchen felajánlja az egyenlítést a Panamában történtekért. Michael és Roland két különböző ördöggel köt egyezséget, eközben pedig a csapat egyik tagja a golyó rossz oldalán találja magát.                                                                                    |                         |                                   |                          |                        |                      |         |
|    | |                         |                                   |                          |                        |                      |         |
| 9  | „Az áldozat” | „Greatness Achieved”    | Nick Santora                      | Jesse Bochco             | 2009. augusztus 3.     | 2008. november 3.    | 4AKJ09  |
| 9  | Wyatt saját módszereiből kap ízelítőt Mahone által. Zsebest a rendőrség az eltűnt munkatársa nyomán kikérdezi, Gretchen pedig komolyabb kapcsolatba kerül a Tábornokkal. Michael állapota súlyosabbra fordul, a csapat pedig újabb embert veszít, miközben a földalatti bejutást tervezik a Scyllához. |                         |                                   |                          |                        |                      |         |
|    | |                         |                                   |                          |                        |                      |         |
| 10 | „A titok nyitja” | „The Legend”            | Karyn Usher                       | Dwight Little            | 2009. augusztus 10.    | 2008. november 10.   | 4AKJ10  |
| 10 | Michael egészségi állapota még súlyosabbra fordul, ezért Sara kénytelen kórházba vinni. Sucre és Lincoln robbanékony helyzetbe kerülnek. Mahone a Cég volt építészét próbálja meggyőzni, hogy segítsen nekik, Self ügynök pedig meglepő szövetségessel találkozik. |                         |                                   |                          |                        |                      |         |
|    | |                         |                                   |                          |                        |                      |         |
| 11 | „Néma riasztás” | „Quiet Riot”            | Seth Hoffman                      | Kevin Hooks              | 2009. augusztus 17.    | 2008. november 17.   | 4AKJ11  |
| 11 | Michael versenyt fut az idővel és az életét kockáztatja, hogy megszerezze a Scyllát, de ez a többieken is múlik. Gretchen találkára készül a Tábornokkal az utolsó kártya megszerzése érdekében. Zsebesnek pedig olyan döntést kell hoznia, amivel véglegesen letér a bűnös útról. |                         |                                   |                          |                        |                      |         |
|    | |                         |                                   |                          |                        |                      |         |
| 12 | „Tiszta lappal” | „Selfless”              | Kalinda Vazquez                   | Michael Switzer          | 2009. augusztus 24.    | 2008. november 24.   | 4AKJ12  |
| 12 | A Scylla keresése megdöbbentő véget ér, mialatt Sara túszul ejti az egyik kártyahordozót. Zsebes és Gretchen elérkeznek az utolsó állomásukra a GATE-nél. Michael és Lincoln szemtől szembe kerülnek a Tábornokkal, a csapat egyik tagja pedig elárulja őket. |                         |                                   |                          |                        |                      |         |
|    | |                         |                                   |                          |                        |                      |         |
| 13 | „Végső megoldás” | „Deal or No Deal”       | Christian Trokey                  | Bobby Roth               | 2009. augusztus 31.    | 2008. december 1.    | 4AKJ13  |
| 13 | Michaelnek össze kell tartania a csapatot Self árulása után. Zsebes új társra talál, aki megzsarolja Gretchent, hogy találjon vevőt a Scyllára. Self bevonja a szövetségieket is az árulásába, akik erre üldözőbe veszik Michaeléket. |                         |                                   |                          |                        |                      |         |
|    | |                         |                                   |                          |                        |                      |         |
| 14 | „Tiszta üzlet” | „Just Business”         | Graham Roland                     | Mark Helfrich            | 2009. szeptember 7.    | 2008. december 8.    | 4AKJ14  |
| 14 | Michael és Lincoln megpróbálják visszaszerezni a Scyllát Selftől és Gretchentől, akik pedig a testvéreknél lévő Scylla darabot akarják megszerezni. Eközben Mahone találkozik egy régi kollégájával, aki a barátság és kötelesség között vívódik. Zsebes hűségét pedig próbára teszik, mialatt Gretchen húgát és lányát tartja fogva. |                         |                                   |                          |                        |                      |         |
|    | |                         |                                   |                          |                        |                      |         |
| 15 | „Látomás” | „Going Under”           | Zack Estrin                       | Karen Gaviola            | 2009. szeptember 14.   | 2008. december 15.   | 4AKJ15  |
| 15 | Michael a legvalószínűtlenebb helyről kap orvosi segítséget, Charles Westmorelandet pedig újra láthatjuk, aki segít megfejteni Michaelnek, hogy mi is valójában a Scylla. Ezalatt Lincoln és Sucre igyekeznek megállítani Selfet és Gretchent, mielőtt a Scylla örökre elveszne. |                         |                                   |                          |                        |                      |         |
|    | |                         |                                   |                          |                        |                      |         |
| 16 | „Piszkos módszerek” | „The Sunshine State”    | Matt Olmstead, Nicholas Wootton   | Kevin Hooks              | 2009. szeptember 21.   | 2008. december 22.   | 4AKJ16  |
| 16 | Lincoln társaival együtt Miamiba érkezik, hogy visszaszerezzék a Scyllát új, meglepő tulajdonosától. Sara közben az eltűnt Michaelt keresi, aki meglepő dolgokat tud meg a múltjáról. Eközben egy átverés halálhoz és letartóztatáshoz vezet. |                         |                                   |                          |                        |                      |         |
|    | |                         |                                   |                          |                        |                      |         |
| 17 | „Célkeresztben” | „The Mother Lode”       | Seth Hoffman                      | Jonathan Glassner        | 2009. szeptember 28.   | 2009. április 17.    | 4AKJ17  |
| 17 | Michael és Sara elindulnak Miamiba, Lincoln pedig találkozik az anyjával, Christinával, aki beavatja a CÉG vezetésének átvételére irányuló terveibe. Eközben a Tábornokot új ellensége szorongatja, Zsebes és Self a Scylla keresése közben pedig váratlan dolgot tudnak meg. |                         |                                   |                          |                        |                      |         |
|    | |                         |                                   |                          |                        |                      |         |
| 18 | „Szemtől szemben” | „VS.”                   | Christian Trokey, Kalinda Vazquez | Dwight Little            | 2009. október 5.       | 2009. április 24.    | 4AKJ18  |
| 18 | Michael és Lincoln megegyeznek a Scylláról, közben Christina pedig parancsot ad valaki lelövésére, és elindítja tervét. Sara váratlan hírt tud meg, Zsebes jelenetet rendez az Indiai Nagykövetség előtt, Krantz tábornok üldözési mániája pedig valaki halálához vezet. |                         |                                   |                          |                        |                      |         |
|    | |                         |                                   |                          |                        |                      |         |
| 19 | „Női fortély” | „S.O.B.”                | Karyn Usher                       | Garry A. Brown           | 2009. október 12.      | 2009. május 1.       | 4AKJ19  |
| 19 | Michael találkozása kellemetlenre sikeredik Christinával, aki megdöbbentő dolgot közöl vele Lincolnról. Míg Linc az anyja véres tervét próbálja megállítani, addig Zsebesnek bizonyítania kell, hogy tud a CÉG embere lenni. |                         |                                   |                          |                        |                      |         |
|    | |                         |                                   |                          |                        |                      |         |
| 20 | „Végső csere” | „Cowboys & Indians”     | Nick Santora                      | Milan Cheylov            | 2009. október 30.      | 2009. május 8.       | 4AKJ20  |
| 20 | A merénylet után kitör a káosz a hotelben, Christina pedig összerakja terve utolsó darabjait. Eközben a Tábornok betartja fenyegetését és Michaelnek döntenie kell, hogy Lincolnt vagy Sarát menti meg. |                         |                                   |                          |                        |                      |         |
|    | |                         |                                   |                          |                        |                      |         |
| 21 | „Lehetetlen küldetés” | „Rate of Exchange”      | Zack Estrin                       | Bobby Roth               | 2009. november 6.      | 2009. május 15.      | 4AKJ21  |
| 21 | Michael és Mahone tervet eszelnek ki, hogy túl járjanak Christina és a Tábornok eszén is. Eközben viszontláthatjuk Zsebes régi énjét, miközben Sarát tartja fogva és ismerős arcok is visszatérnek, hogy segítsenek Michael tervének megvalósításában. |                         |                                   |                          |                        |                      |         |
|    | |                         |                                   |                          |                        |                      |         |
| 22 | „Szabadon” | „Killing Your Number”   | Matt Olmstead, Nicholas Wootton   | Kevin Hooks              | 2009. november 20.     | 2009. május 15.      | 4AKJ22  |
| 22 | A sorozat fináléjában ismerős arcok térnek vissza, hogy segítsenek Michaelnek jó kezekbe juttatni a Scyllát és ezzel egyszer s mindenkorra leszámolni a CÉG-gel, ám ez nem mindenkinek tartogat happy endet. |                         |                                   |                          |                        |                      |         |
|    | |                         |                                   |                          |                        |                      |         |
| 23 | „A szabadság ára” | „The Final Break”       | Christian Trokey, Kalinda Vazquez | Brad Turner, Kevin Hooks | 2009. november 27.     | 2009. május 27.      | 4AKJ23  |
| 23 | A szabadság ára a címe a negyedik évad két extra epizódjából készült 83 perces filmnek, mely a fináléban történő négyéves ugrást megelőző eseményeket mutatja majd be. |                         |                                   |                          |                        |                      |         |